# Ljubatovci
Ljubatovci (szerbül: Љубатовци), település Bosznia-Hercegovinában, Laktaši községben, Bosanska krajina területén, a Szerb Köztársaságban. 

## Fekvése
Bosznia-Hercegovina északi részén, Banja Lukától légvonalban 17, közúton 29 km-re északkeletre, községközpontjától légvonalban 12, közúton 17 km-re délkeletre, 167-324 méteres magasságban, a Turjanica völgyében és a környező dombvidéken fekszik. Ljubatovci szeres, dombvidéki település, a házak szétszórtan, házcsoportokban helyezkednek el, amelyek gyakran összefüggenek. A falun 5,5 km hosszú aszfaltút halad át (4 km 1984-ben, 1,5 km 2002-ben épült meg). A faluba vezető további utak makadámosak. A Turjanica-patak melletti keskeny sávon és a főút környékén a házak sűrűbben, míg a dombokon szétszórva helyezkednek el. Ljubatovcit Aleksići, Devetina, Rajičevci, Ćetojevići, Skakavci (Prnjavor község) és Lađevci (Čelina község) falvak veszik körül. A település határa többnyire dombos, kivéve a folyók környékét. A falu közepén két nagyobb patak - a nyugat felé folyó Turjanica és a kelet felé folyó Rijeka - között van egy magaslat (domb). A Turjanica bal partján, Kadinjaniban fennmaradt a Turija helynév, mely arra utal, hogy ezen a helyen egy régi település és egy középkori Turia település volt.
A település déli oldalán folyik a Turjanica, amelyen egykor négy vízimalom volt, melyekből ma is megvan még kettő. A Turjanica Branešci két kisebb vízfolyásából ered: a Prekaja és a Kurtović patakokból. Feltételezik, hogy nevét az ősi „tur” (kihalt vadmarhafaj, az utolsó európai példány 1627-ig élt) állatnévből kapta, amelyre az emberek táplálékul vadásztak. Ez egy másik feltételezéshez is elvezet, miszerint Turjanica környéke már az ókorban lakott volt. A földműves szövetkezet idején Jezerinén át ástak egy csatornát, amely öntözésre szolgált, és később Turjanica főfolyásává vált. A Turjanica mellett fontosabb vízfolyás a Rijeka (amely nyáron kiszárad), valamint a Jelovac és a Hajdučki potok nevű patakok. Jelentősebb források: a Veliki potok, Vujića bunar, a Gamberovića és a Dragojevića források, valamint a Duler, a Jovina vrela, a Kovačevića točak, a Rista potok, a Studenac és még sok más. A faluban az erdő alatt ismertebb dombok találhatók: Nagrada, Dolovi, Duler, Vujića brdo, Osoje, Prisoje és a Cerik. A terület lombhullató erdőkkel van benőve, melyeket régebben irtottak, így jelentős legelők, rétek, gyümölcsösök (szilva, alma, körte, cseresznye) és szántók (kukorica, búza, zab) is találhatók a területen. Főbb településrészei: Babići, Vujići, Vukelići, Gamberi, Dragojevići, Đurići, Lončari, Lužani, Kneževići, Kovačevići, Marinkovići, Pantelići, Rajići, Rogići és Teodorovići.

## Népessége
| Nemzetiségi csoport | Népesség 1991 | Népesség 2013 |
| ------------------- | ------------- | ------------- |
| Szerb               | 414           | 266           |
| Bosnyák             | 1             | 0             |
| Horvát              | 1             | 1             |
| Jugoszláv           | 9             | 0             |
| Egyéb               | 4             | 0             |
| Összesen            | 429           | 267           |

## Története
A területén talált középkori leletek arról tanúskodnak, hogy a település már a középkorban is lakott volt. A gradinai lelőhelyen, a Turjanica feletti dombon vaslándzsát, nyilakat, gyűrűt, ezüstpénzt és valószínűleg késő középkori kerámia maradványokat találtak.
A település 1878-ig tartozott az Oszmán Birodalomhoz, ekkor a berlini kongresszus határozata alapján az Osztrák-Magyar Monarchia része lett. 1879-ben az első osztrák-magyar népszámlálás során a Banja Luka-i járáshoz tartozó településnek 25 háztartása és 162 ortodox lakosa volt. 1910-ben a Banja Luka-i járáshoz tartozó településen 43 háztartást és 266 ortodox lakost találtak. A monarchia szétesésével 1918-ban előbb a Szerb-Horvát-Szlovén Királyság, majd 1929-től a Jugoszláv Királyság része. 1921-ben a községnek 42 háztartása és 265 lakosa volt. Az 1929-es törvény értelmében, amikor Bosznia-Hercegovinát négy banovinára, Drinskára, Vrbaskára, Zetskára és Primorskára osztották, a település a Vrbaska banovina része lett, amelynek székhelye Banja Luka volt. 
Jugoszlávia megszállása után a Független Horvát Állam (NDH) része lett. A második világháború után a szocialista Jugoszláviához tartozott. Az 1969-es katasztrofális földrengésben a Köztársasági Bizottság 103 súlyosan megrongálódott házat talált. 2003. június 24-én Ljubatovcit vihar sújtotta. Nagy anyagi kár keletkezett lakó- és egyéb épületekben (leszakadt tetők, félbetört cserepek, kitört ablaktáblák), a termés és a gyümölcsösök mintegy 90%-a megsemmisült. A vihar sok erdei fát és gyümölcsfát kitépett és kitört. Tovább rontotta a helyzetet, hogy a vihar ugyanazon év augusztus 19-én ismét kitört, de a következmények kevésbé voltak súlyosak. A daytoni békeszerződést követő területfelosztásnál Laktaši község részeként a Szerb Köztársaság területéhez került.

## Gazdaság
Ljubatovci lakosságának szinte kizárólagos foglalkozása a mezőgazdaság. A helyiek földműveléssel, zöldségtermesztéssel, gyümölcstermesztéssel foglalkoznak, emellett állattenyésztéssel is foglalkoznak. Kisebb részük külföldön dolgozik, leginkább Ausztriában, Svájcban és Szlovéniában. Főbb terményei a kukorica, a búza, a zab, a zöldségek közül pedig a burgonya, a paprika, a paradicsom, a káposzta és a zöldbab.

## Oktatás
Az oktatási és kulturális élet központja 2006. szeptember 5-ig az iskola volt, amely 1949. szeptember 23-án kezdte meg működését. Az első tanár Ljubinko Dejanović, az utolsó pedig Milosija Savanović volt. Az iskola működése a tanulói létszámcsökkenés miatt állt le. Ma a település gyermekei busszal utaznak a boškovićei iskolába, amely a slatinai „Holandija” Általános Iskola kerületi iskolája.

## Infrastruktúra
A falut 1974. október 19-e óta buszjárat köti össze Banja Lukával. 1971-ben sok házban oltották el végleg a petróleumlámpákat, mivel a falu áramot kapott. A telefonkapcsolatokat 2000 óta használják. A faluban vegyesbolt és állatorvosi állomás található.
A településen található egy ortodox temető, amelyet 2007-ben betonoszlopokkal kerítettek el, és a temetőben található egy kisebb, 1998-ban épült kápolna is. A néphit szerint egykor templom állt ezen a helyen, amit egy függőlegesen elhelyezett nagy kőlap, valamint a Crkvište név is bizonyít. A temetőbe áramot és vizet vezettek. A kút 2008 októberében épült.
A helyiek a kokori plébániához tartoznak, és vallási szolgálatukat a kokori templomban (Prnjavor község) végzik. Ljubatovci gazdag ivóvízforrásokban. Szinte minden mélyedésben van ivóvízforrás. Többet hasznosítanak közülük, így van egy tucat kisebb helyi vízmű és rengeteg forrás, ahonnan a lakosságot ivóvízzel látják el.
2002. február 9-én a Ponor-Bjeljevina helyen egy vadászházat építettek.

## Nevezetességei
- Gradina – középkori vaslándzsa, nyilak, gyűrű, ezüstpénz és kerámiák lelőhelye.[3][8]